# إم 8 (مترو إسطنبول)
مترو M8 (بالتركية: M8 Bostancı - Parseller Metro) هو خط نقل سريع لمترو إسطنبول يظهر باللون الأزرق الداكن على الخرائط وعلامات الطرق، وهو أحدث وأقصر مترو في الجانب الآسيوي في إسطنبول، يعمل المترو بلا سائق، يستخدم نفس قطارات مترو M5 ويسخدم أبواب حجب الرصيف مثله لمنع الإنتحارات على السكك.

## المحطات
جميع المحطات تحت الأرض.
| المحطة          | المنطقة  | تحويلات | ملاحظات                          |
| --------------- | -------- | --- | -------------------------------- |

خريطة مترو M8 بالتركية

| بستانجي         | مال تبة  | ・・⛴️(بستانجي) حافلات İETT: 2, 4, 10B, 16, 16D, 17, 19FB                                                                                                   | ميناء خطوط المدينة ومافي مرمرة   |
| أمين علي باشا   | قاضي كوي | حافلات İETT: 2, 17 |                                  |
| السيدة عائشة    | قاضي كوي | حافلات İETT: 2, 17 |                                  |
| كوزياتاغي       | أتاشهير  | حافلات İETT: | كوزياتاغي سيتيز مول              |
| كوتشوك بقال كوي | أتاشهير  | حافلات İETT: 10, 10A, 11T, 13AB, 14A, 14AK, 14CE, 14ÇK, 14S, 14T, 19ES, 19FS, 19K, 19S, 19SK, 19T, 19V, 19Y, 319, 320A, 320Y, KM46                          |                                  |
| إيتشيرين كوي    | أتاشهير  | حافلات İETT: 10A, 11T, 13AB, 14A, 14AK, 14CE, 14ÇK, 14KS, 14S, 14T, 18UK, 19, 19D, 19ES, 19FS, 19K, 19S, 19SK, 19T, 19V, 19Y, 133F, 319, 320A, 320Y         |                                  |
| كايش داغي       | أتاشهير  | حافلات İETT: 13AB, 14A, 14AK, 14S, 14T, 19EK, 19ES, 19T, 19Y, 320A, 320Y                                                                                    | - برانديوم مول - جمارك إيرين كوي |
| مولانا          | أتاشهير  | حافلات İETT: 11T, 14A, 14AK, 14CE, 14ÇK, 14S, 14ŞB, 14T, 14TM, 16M, 19D, 19E, 19EK, 19ES, 19M, 19S, 19SK, 19T, 19V, 256, 320, 320A, 320Y, E-3               |                                  |
| إيميس           | عمرانية  | حافلات İETT: 11P, 14A, 14AK, 14CE, 14ÇK, 14ES, 14S, 14ŞB, 14T, 14TM, 14YE, 15SD, 19A, 19D, 19E, 19EK, 19ES, 19S, 19SK, 19V, 20D, 131T, 131YS, 320, DS1, DS2 | مصانع إيميس                      |
| مودوكو-كياب     | عمرانية  | حافلات İETT: 11P, 14A, 14AK, 14CE, 14ÇK, 14ES, 14ŞB, 14T, 14TM, 14YE, 15SD, 19D, 19ES, 19S, 19SK, 20D, 131T, DS1, DS2, UM74                                 | مصانع مودوكو                     |
| ضضللو           | عمرانية  | حافلات İETT: 11ÇB, 14, 14A, 14AK, 14CE, 14ÇK, 14ŞB, 14T, 14TM, 15SD, 19D, 19S, 19SK, 131A, 131B, 131H, 131T, 131Ü, 522, 522B, ÇM41, DS1, DS2, UM74          | - حديقة غزة جباليا - استاد ضضللو |
| السلام          | عمرانية  | حافلات İETT: 14B, 20D | - حديقة الطبيعة - حديقة الأمل    |
| بارسلار         | عمرانية  | حافلات İETT: 14BK |                                  |

## روابط خارجية
- الموقع الرسمي